# Nils Arppe

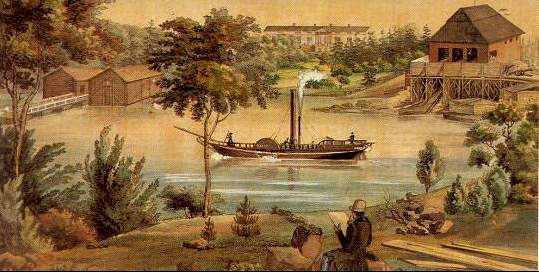
S/S Ilmarinen, Finlands första ångfartyg, byggt 1833

Nils Ludvig Arppe, född 19 december 1803 i Kides, död 9 december 1861, var en finländsk industriman; banbrytare inom Finlands industrialisering. Han var bror till Adolf Edvard Arppe och son till lagman Nils Arppe och Margareta Sofia Wegelius. Arppe var gift tre gånger, med Jeanette Charlotta Porthan 1841, Matilda Porthan 1845, och Amalia Kristina Seitz 1856.
Nils Arppe ägde sågverk i bland annat Nilsiä, Värtsilä och Varkaus 1832–1851 och Läskelä aktiebolag från 1859. År 1833 lät han 1833 bygga Finlands första ångfartyg, Ilmarinen, för timmertransport på Saimen. Han lade grunden till masugnen i Värtsilä, som sedermera utvecklades till Wärtsiläkoncernen. 
Arppe främjade även jordbruk och skogsbruk samt gynnade utvecklingen av folkupplysning i Ladoga-Karelen.